# Swiss Journal of Geosciences
Swiss Journal of Geosciences (ou Revue Suisse des Géosciences en français) est une revue scientifique des Sciences de la Terre publiée en Suisse depuis 2007 pour le compte de la SGS ou Société Géologique Suisse.

## Histoire
La Revue suisse des géosciences est publiée par la Société géologique suisse. La nouvelle revue succède à la série Eclogae Geologicae Helvetiae, publiée depuis 1888 par la Société géologique suisse et, à partir de 1920, conjointement par cette dernière et la Société de paléontologie suisse alors nouvellement créée.
La Revue suisse des géosciences intègre également les anciens Rapports minéralogiques et pétrographiques suisses, fondés en 1921 par Urs Grubenmann.
La revue publie des articles évalués par des pairs[réf. souhaitée] sur tous les domaines des sciences de la Terre, avec un accent particulier sur l'évolution de l'océan Téthys et la formation des Alpes et de l'Himalaya.
La maison d'édition Springer Science+Business Media publie la revue dans la division Birkhäuser Science. Depuis 2020 et selon le DOAJ, la Revue Suisse des Géosciences est entièrement en accès libre.

## CiteScore & FI
Selon Scopus, le « CiteScore » est de 4.5 en 2023. Le facteur d'impact est de 2,185 en 2020 selon la SGS.